# A Lluís Millet
Pour les articles homonymes, voir Millet.

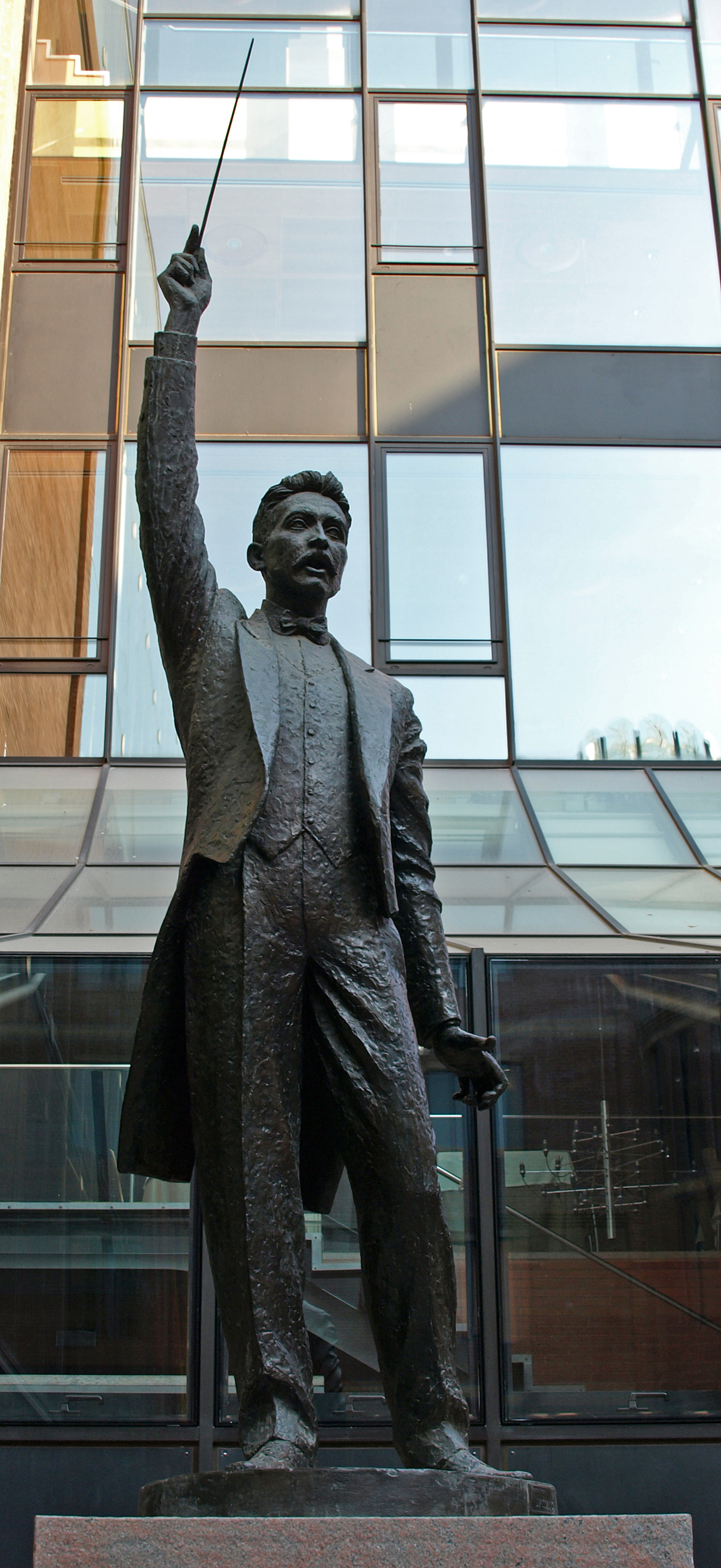
Sculpture devant le Palais de la musique catalane.

A Lluís Millet est une sculpture créée par Josep Salvadó Jassans (es) en 1991 et située à Barcelone, Espagne.

## Histoire
Il s'agit d'une œuvre réaliste en bronze réalisée grandeur nature par l'artiste catalan Josep Salvadó Jassans (es), disciple de Joan Rebull Torroja. Elle représente le compositeur Lluís Millet en train de diriger. Elle a été inaugurée le 3 décembre 1991 en présence du président de l'Orfeó Català et du président du Parlement de Catalogne, Joaquim Xicoy. L'œuvre a été placée devant le Palais de la musique catalane à l'occasion du cinquantenaire de la mort du compositeur catalan. Ce lieu a été choisi spécialement pour rappeler qu'il était un des cofondateurs de l'Orfeó Català, une société chorale qui fêtait également ses 100 ans d'existence cette même année.

## Galerie

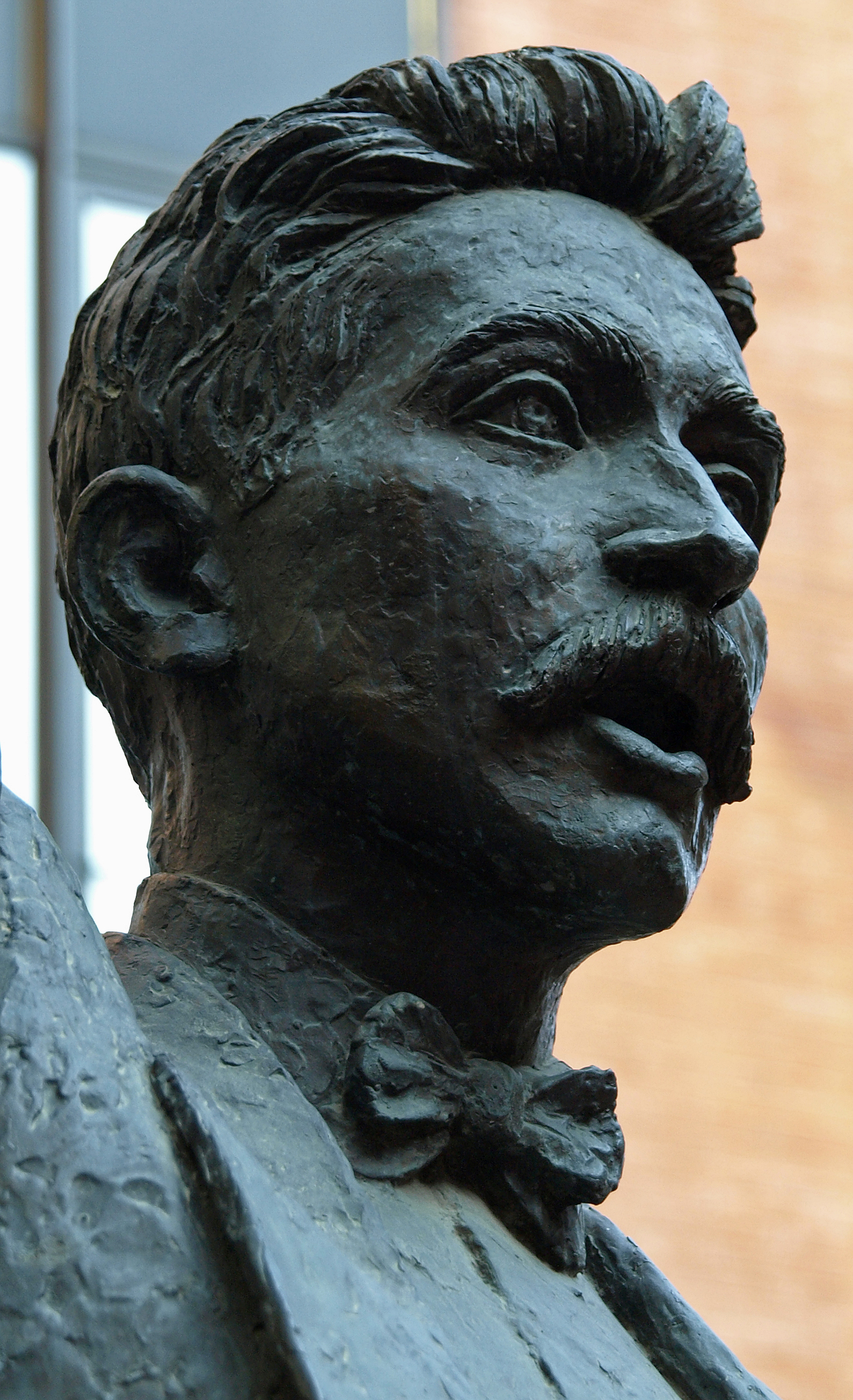
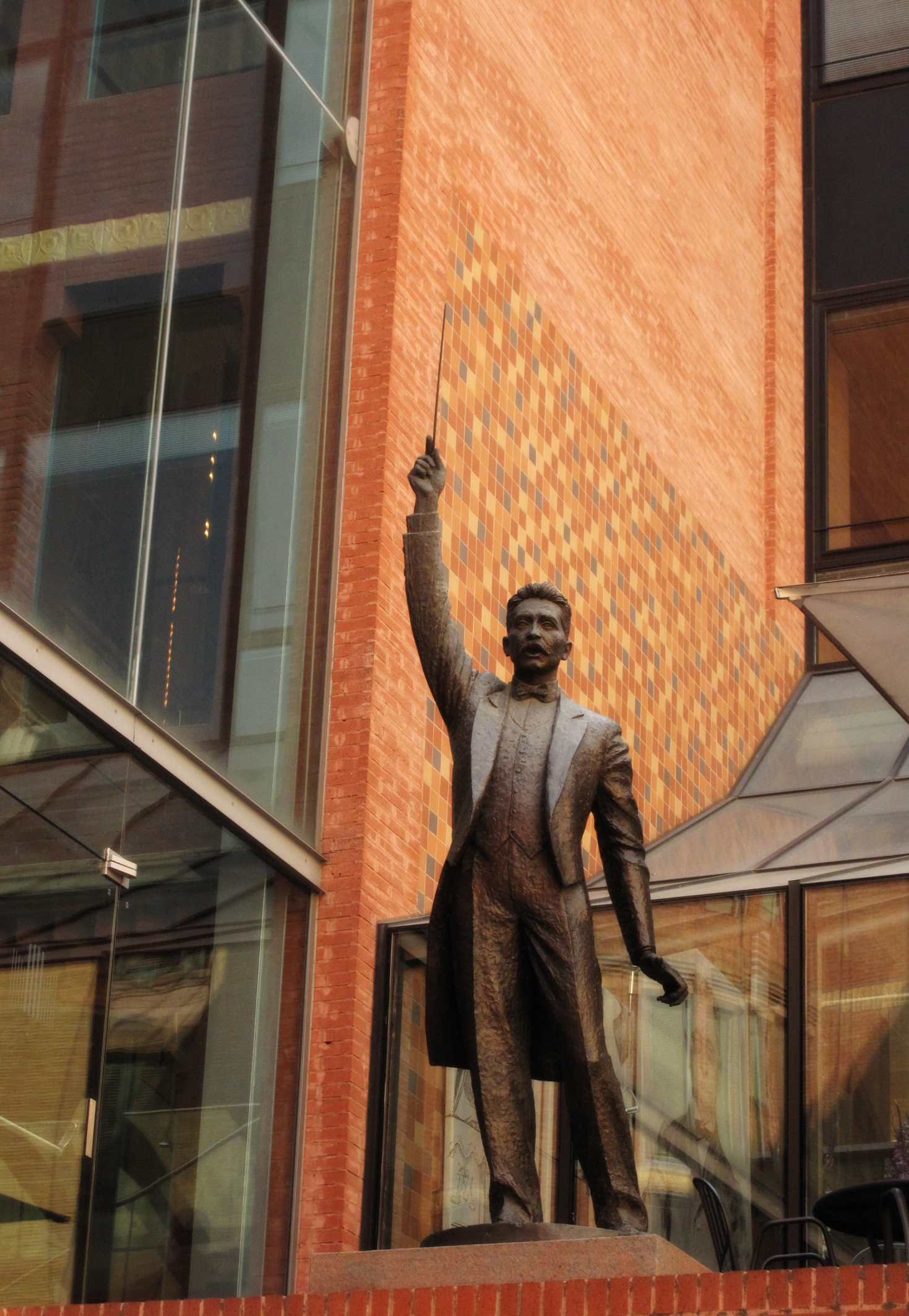

### Sources et bibliographie
- (es) Cet article est partiellement ou en totalité issu de l’article de Wikipédia en espagnol intitulé « A Lluís Millet » (voir la liste des auteurs).
- Pere Artís, Pedres Vives, Editorial Barcino, 1998